# Gongcheng
Gongcheng  (en chino, 恭城; pinyin, Gōngchéng ) es un condado autónomo bajo la administración directa de la Prefectura Guilin en la Región autónoma de Guangxi, República Popular China. Su área es de 2139 km² y su población total para 2020 superó los 240 mil habitantes.

## Administración
El condado autónomo de Gongcheng se divide en 9 pueblos que se administran en 6 poblados y 3 villas.

## Toponimia
Gongcheng [/Kong-Cheng/], anteriormente conocida como Ciudad del Té (茶城) , recibió su nombre debido al alto "impuesto a la sal y al té". Más tarde, debido a la reducción del impuesto al té, pasó a llamarse Gongcheng, que significa "la ciudad respetuosa"
Como las otras regiones autónomas, se caracteriza por estar asociada a un grupo étnico minoritario, en este caso, los yaos. La región recibió la condición de "autónomo" cuando se estableció el Condado autónomo yao de Gongcheng el 3 de febrero de 1990.

## Historia
Durante los Tres Reinos la zona fue conocida y administrada como condado Fuchuan (富川县) en la dinastía Han y como condado Pingle (平乐县) en la dinastía Wu. El condado Gongcheng se estableció en el cuarto año de Wude (521) durante la dinastía Tang.
El 3 de febrero de 1990 el condado recibió la administración especial para el pueblo Yao .